# Lance Henriksen
Pour les articles homonymes, voir Henriksen.
Lance Henriksen est un acteur américain né le 5 mai 1940 à New York.
Dans un premier temps, il interprète notamment l'astronaute Walter Schirra dans The Right Stuff (1983) ou encore le sergent Hal Vukovich dans Terminator (1984). Par la suite, James Cameron lui confie le rôle de l'androïde Bishop dans Aliens (1986). Ce rôle lui permet de devenir une figure emblématique des sagas Alien et Alien vs. Predator, interprétant plusieurs rôles durant plus de trente ans dans ces deux franchises.
Véritable figure de l'horreur et du fantastique dans les années 1980 et 1990 grâce à son visage buriné, il joue notamment le rôle de Jesse Hooker dans Near Dark, celui d'Ed Harley dans Pumpkinhead (1988), ou encore celui du shérif Doug Barnum dans Powder (1995). Il est également présent dans plusieurs thrillers, films d'action et western, comme Jennifer 8 (1992), Hard Target (1993), The Quick and the Dead (1995) ou encore Dead Man (1995). De 1996 à 1999, il interprète le personnage de Frank Black (en) dans la série Millennium. Il reprend le rôle dans un crossover, sobrement nommé Millennium, avec la série X-Files.
Par la suite, les années 2000 et 2010 le voient enchaîner des petits rôles au cinéma, bien souvent dans des films à petit budget et sans grande exposition, ainsi que des rôles en tant qu'invité à la télévision. En revanche, il arrive à se construire une solide carrière dans l'animation et la scène vidéoludique, étant notamment l’interprète du gorille Kerchak dans le film d'animation Tarzan (1999) des studios Disney, celui de l'amiral Steven Hackett dans la trilogie vidéoludique Mass Effect (2007-2012), celui du général Tesler dans la série d'animation TRON: Uprising (2012-2013), celui de  Carl Manfred dans le jeu vidéo Detroit: Become Human (2018) ou encore celui de Jedediah dans le jeu vidéo The Quarry (2022). Lance Henriksen sort également son autobiographie en 2011 et coscénarise le comics To Hell You Ride (en) publié entre 2012 et 2013.
En 2020, il reçoit de nombreuses acclamations pour sa performance dans le film Falling, première réalisation de Viggo Mortensen avec lequel il partage également l'affiche.
Acteur prolifique et polyvalent, Lance Henriksen a son nom au générique de plus de 260 œuvres, d'après le site Internet Movie Database.

## Biographie

### Jeunesse
Fils d'un marin norvégien, Lance Henriksen passe son enfance à Bornéo, aux îles Fidji et en Malaisie. Cette jeunesse aventureuse lui rend vite intolérables les contraintes d'une scolarité traditionnelle.
Il travaille comme cireur de chaussures pour soutenir financièrement sa mère.
Renvoyé de plusieurs lycées, il part sur les routes à l'âge de douze ans et, après une adolescence mouvementée, intègre l'Actors Studio,,.

### Carrière

#### Une succession de petits rôles (1970-1982)
Il obtient son premier rôle en 1970 à trente ans dans la reprise Off-Broadway de Three Plays of the Sea d'Eugene O'Neill. Souffrant alors d'illettrisme, c'est un ami à lui qui lui a lu le script.
Il fait sa première apparition à l'écran en 1972, dans le film It Ain't Easy (en),. Bien que sa page IMDb indique une apparition dans le film The Outsider de Delbert Mann sorti en 1961, l'intéressé affirme ne pas avoir participé au film.
Il enchaîne au milieu des années 1970 les petits rôles dans des grand films, faisant deux apparitions sous la direction de Sidney Lumet dans Dog Day Afternoon en 1975 et Network en 1976, ainsi que dans Close Encounters of the Third Kind en 1977 de Steven Spielberg, qui le fait jouer un agent de la CIA,. Il retrouve également Al Pacino au théâtre, en jouant à Broadway dans la pièce The Basic Training of Pavlo Hummel (en) de David Rabe.
Déjà à l'aise dans le genre horrifique, il joue un officier dans Damien: Omen II en 1978 et joue dans The Visitor en 1979.
Une troisième collaboration avec Lumet voit le jour, en 1981 avec Prince of the City. La même année, il joue dans Piranha Part Two: The Spawning, première réalisation du tout jeune James Cameron qui lui donnera cinq ans plus tard, l'un de ses rôles les plus emblématiques.

#### Une révélation tardive et un acteur de tous les genres (1983-1999)
Interprète de l'astronaute Walter Schirra dans The Right Stuff en 1983, son visage buriné ne passe plus inaperçu.
Initialement, Cameron souhaitait voir Henriksen dans la peau du glacial T-800 dans sa seconde réalisation, The Terminator sorti en 1984. Finalement le rôle sera attribué au « Chêne autrichien » Arnold Schwarzenegger tandis qu'Henriksen tient le rôle du sergent du LAPD Hal Vukovich.

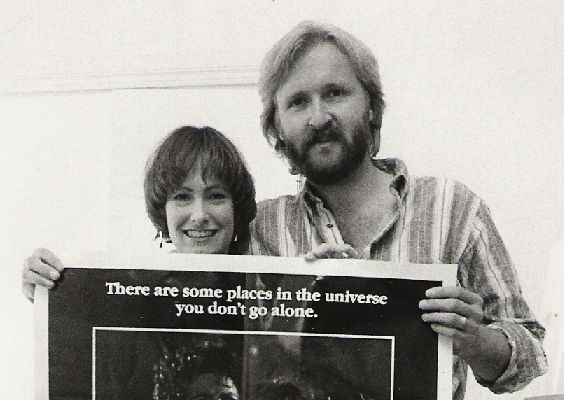
Le réalisateur James Cameron et la productrice Gale Anne Hurd tenant une affiche du film Aliens en 1986. Le réalisateur canadien aime reprendre des comédiens avec lesquels il a déjà tourné, Lance Henriksen ayant joué dans trois films de Cameron entre 1981 et 1986.

En 1986, James Cameron fait de nouveau appel à lui pour lui confier un rôle dans une franchise qu'il côtoiera pendant plus de trente ans, celui de l'androïde Bishop (en) dans le film Aliens, second volet cinématographique de la franchise Alien, faisant suite au film Alien de Ridley Scott sorti en 1979.
S'il ne retrouve plus par la suite le cinéaste canadien, il tourne l'année d'après avec celle qui deviendra sa femme, Kathryn Bigelow, dans le néo-western horrifique Near Dark sortie en 1987. Il y joue le chef d'une bande de vampires et retrouve deux de ses partenaires de jeu du film Aliens, à savoir Jenette Goldstein et Bill Paxton.
Il continue cette percée dans l'épouvante en tenant un rôle prépondérant, celui d'Ed Harley, dans le film Pumpkinhead sorti en 1988. Première réalisation de Stan Winston alors connu pour ses effets spéciaux animatronique et son travail de maquilleur, le film déçoit au box-office mais arrive malgré tout à établir une franchise (en), composée de trois suites sorties en 1994, 2006 (en) et 2007 (en) — avec Henriksen de retour dans ces deux derniers, —, de plusieurs comics, ainsi qu'un jeu vidéo (en). Après plusieurs années de développement, un redémarrage de la franchise par Paramount Players est officialisé en novembre 2021.
Il est également à l'aise et très convaincant dans les prestations de méchant comment en 1989 face à Mickey Rourke dans Johnny Handsome de Walter Hill. Par ailleurs, Hill est l'un des scénaristes et producteurs des trois premiers Alien. Il retrouve ce derniier l'année d'après dans l'épisode Cutting Cards de la série horrifique Tales from the Crypt.
En 1991, il interprète le chef d'un gang de bikers suprématistes blancs dans le film Stone Cold. La quasi-intégralité des dialogues ont été improvisés par les acteurs, le scénario étant considéré comme mauvais, le scénariste, qui devait également réaliser le film, ayant été renvoyé une semaine avant le début du tournage,. Dans une entrevue avec le site web The A.V. Club parue en 2017, il revient de manière ironique sur ce tournage : « Encore une fois, la survie. Vous devez le faire. Vous devez faire ce qu'il faut. Je suis venu avec des lignes là-dedans que je ne savais même pas que je possédais ! »,. La même année, il incarne le comédien Charles Bronson dans Reason for Living: The Jill Ireland Story, un téléfilm centrée sur la femme de ce dernier, Jill Ireland.
Il reprend le rôle de Bishop en 1992 dans Alien 3 de David Fincher. Le film marque également la première fois qu'Henriksen tient dans la franchise un autre rôle que celui de Bishop, à savoir Michael Weyland, crédité Bishop II durant le générique de fin.

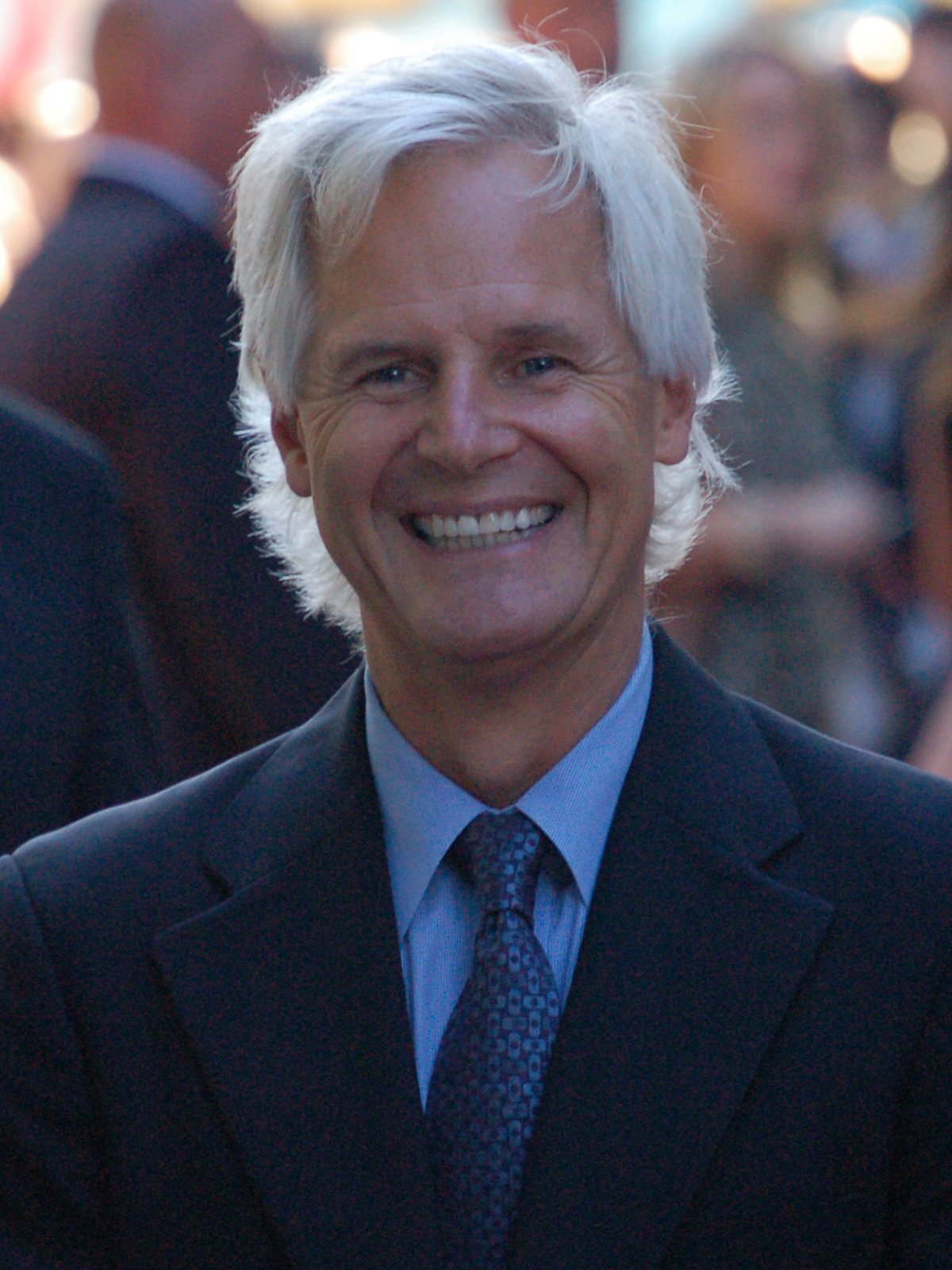
De 1996 à 1999, Lance Henriksen est le principal protagoniste de la série MillenniuM créée par Chris Carter.

Il participe notamment en 1993 au film Hard Target, première réalisation sur le sol américain du cinéaste chinois John Woo, ainsi que première film hollywoodien d'un réalisateur asiatique. Dans ce film d'action où il fait face à Jean-Claude Van Damme, il y joue le principal antagoniste qui s'avère être le chef d'une bande de criminels qui traquent des sans-abri pour le sport. Le rôle lui permet de glaner en 1994, le saturn Award du meilleur acteur dans un second rôle.
Également peintre et potier au talent reconnu, Lance Henriksen tente d'élargir son répertoire en incarnant le fidèle ami d'Andy García dans le polar Jennifer 8 en 1992, ou encore l'un des patients du psychiatre Bruce Willis dans le thriller Color of Night en 1994,.
Maintenant un habitué des registres fantastique et horrifique, il participe à de nombreux films de ce genre, parmi lesquels : Absolom 2022 en 1994 qui le voit jouer le chef d'une communauté pacifique de prisonniers, ou encore Powder en 1995, qui le voit jouer un shérif,.
L'année 1995 le voit également apparaître dans deux westerns, étant un as de la gâchette participant à une série de duel « tir rapide (en) » dans le western The Quick and the Dead de Sam Raimi et en jouant un chasseur de primes traquant Johnny Depp pour Jim Jarmusch dans son film en noir et blanc Dead Man,.
De 1996 à 1999, il est également la vedette de la série Millennium de Chris Carter. Son rôle de Frank Black (en), un ancien agent du FBI devenu profiler et ayant la capacité de voir au travers les yeux de meurtriers et de tueurs en série, lui vaut trois citations consécutives aux Golden Globes, en 1997, 1998 et 1999. En parallèle, il incarne en 1998 le Président des États-Unis Abraham Lincoln dans le téléfilm The Day Lincoln Was Shot (en) de John Gray.

#### Une mise en avant moindre, son retour dans la franchiseAlienet exploration de son jeu vocal (1999-2010)
Après trois saisons, la série Millennium est brutalement annulée, le dernier épisode étant diffusé le 21 mai 1999, laissant l'histoire de la série en suspens. Malgré tout, Lance Henriksen reprend une dernière fois le personnage la même année dans le crossover Millennium, quatrième épisode de la septième saison de la série The X-Files.
L'année 2000 le voit participer à une grande franchise horrifique, Scream, du scénariste Kevin Williamson et du monument de l'horreur Wes Craven derrière la caméra. Il incarne ainsi l'exécrable producteur de cinéma John Milton, responsable des films Stab, dans le troisième volet de la saga.
Ayant auparavant prêté sa voix en 1999 au chef des gorilles Kerchak dans Tarzan, 59e long-métrage d'animation des studios Disney, le début des années 2000 permet à Lance Henriksen de devenir une voix récurrente de ce milieu, ainsi que dans une industrie en pleine expansion, le jeu vidéo. Dans un premier temps, il prête de nouveau sa voix au personnage de Kerchak en 2001 le temps d'un épisode de la série d'animation faisant suite au film[source insuffisante]. L'année d'après, il prête cette fois-ci sa voix à Molov, chef d'une équipe de militaires dans le jeu vidéo Red Faction II sorti en 2002 et second volet de la franchise homonyme après le très bien accueilli premier volet sorti en 2001. La même année, il prête sa voix au protagoniste du jeu Run Like Hell (en). Durant cette période il est annoncé dans le rôle d'Abaddon pour l'ambitieux jeu The Four Horsemen of the Apocalypse (en) du studio The 3DO Company. Le studio ayant fait faillite, le projet n'a pas pu se terminer à bien.

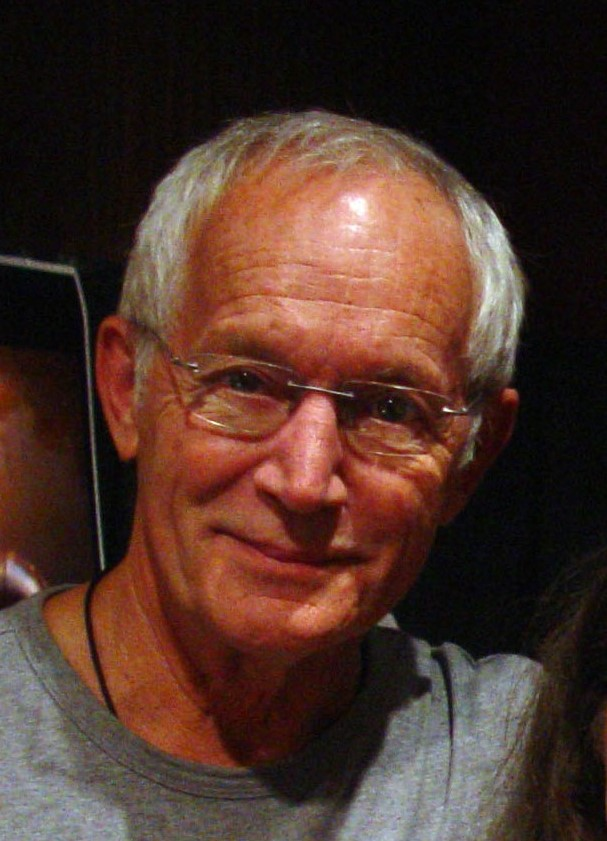
Lance Henriksen en 2006 à Gand.

En 2004 et après douze ans d'absence, il fait son grand retour dans la franchise Alien en jouant le rôle du milliardaire et fondateur de Weyland insdustries, Charles Bishop Weyland, dans le film Alien vs. Predator de Paul W. S. Anderson, confrontation sur grand écran des franchises Alien et Predator qui s'inspire de la série de comics publiée depuis 1989 par Dark Horse Comics,.
Le milieu des années 2000 est un tournant dans la carrière du comédien qui enchaîne les seconds rôles dans des productions mineures destinées au marché de la vidéo. Plus que jamais associé au cinéma de genre, il campe des rôles dans des franchises célèbres telles que Hellraiser : Hellworld (2005) ou bien encore Alone in the Dark 2 (2009), tout en reprenant le rôle d'Ed Harley dans les films Pumpkinhead: Ashes to Ashes (en) (2006) et Pumpkinhead: Blood Feud (en) (2007),,,.
En 2005, il est présent dans le jeu Gun porté par Thomas Jane, qui comprend une distribution prestigieuse avec notamment Ron Perlman, Kris Kristofferson, Tom Skerritt ou encore Brad Dourif. Il reprend également pour la dernière fois le rôle du gorille Kerchak dans le second film d'animation Tarzan, préquelle du film de 1999.
En 2006, il prête sa voix au personnage de DC Comics et l'un des ennemis emblématiques de Superman, Brainiac, dans le film d'animation Superman: Brainiac Attacks sorti directement en DVD. Bien que le film reprenne l'identité visuelle de la série de 1996 et marque le retour de Tim Daly dans le rôle du Kryptonien, le film ne fait pas partie du DC Animated Universe,.
En 2007, il prête sa voix à l'amiral Steven Hackett dans le jeu vidéo de science-fiction Mass Effect du studio BioWare, premier volet d'un trilogie qui rencontre un immense succès.

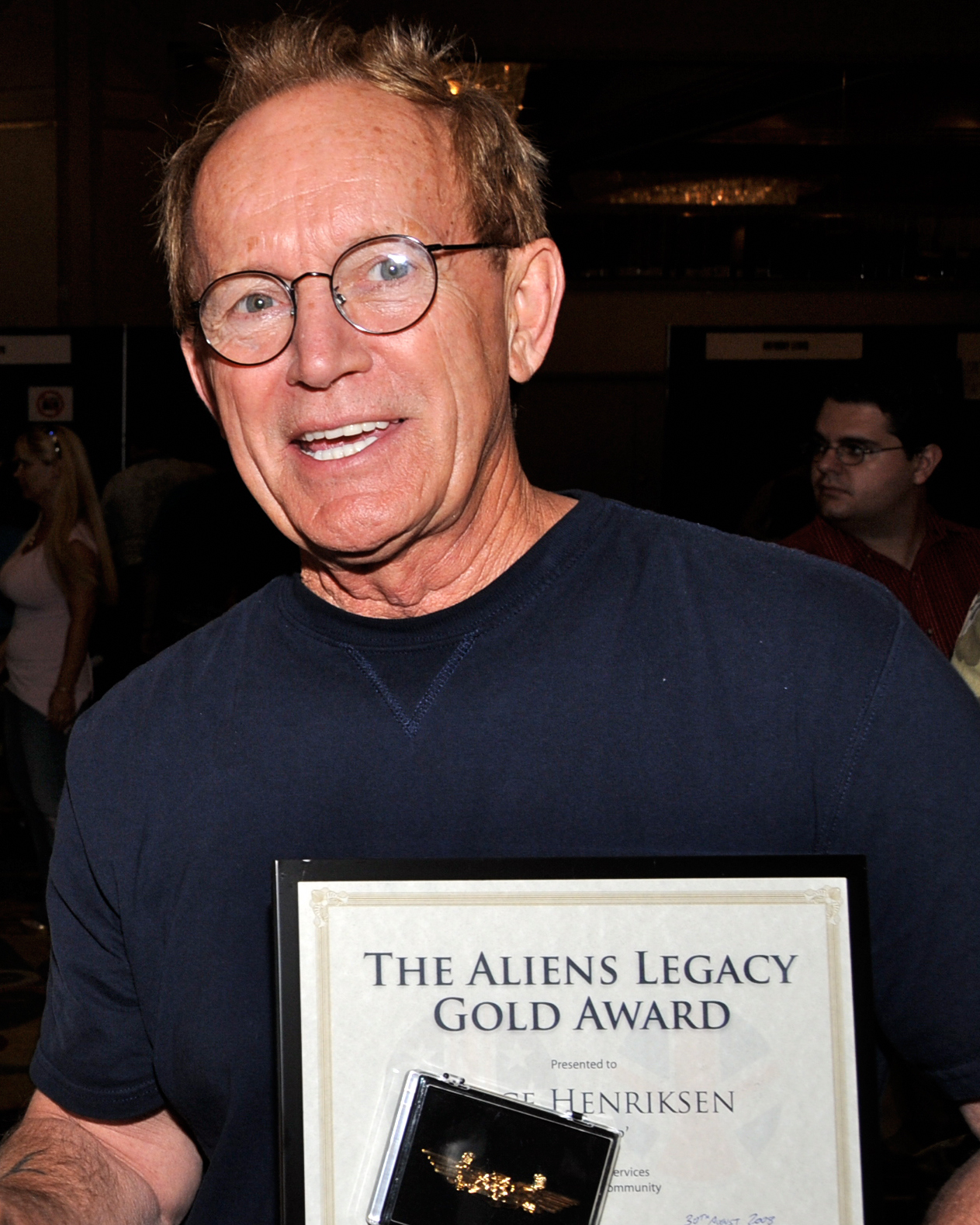
Lance Henriksen recevant en 2008 le Aliens Legacy Gold Award au Dragon Con de 2008, à Atlanta en Georgie.

L'année 2008 lui permet de jouer dans le western Appaloosa, seconde réalisation d'Ed Harris après Pollock en 2000 ainsi que seconde collaboration pour les deux acteurs qui se sont côtoyés dans The Right Stuff en 1983. Ce film lui permet de faire la rencontre de Viggo Mortensen qui le fera jouer douze ans plus tard dans sa première réalisation, Falling. Il prête également sa voix au chasseur de primes Lockdown dans trois épisodes la série d'animation Transformers: Animated entre 2008 et 2009[réf. nécessaire]. Il reprend le rôle pour l'adaption vidéoludique parue en 2008[source insuffisante].
En 2009, il prête sa voix au général Shepherd dans le jeu de tir à la première personne Call of Duty: Modern Warfare 2, sixième opus de la franchise Call of Duty et suite de Call of Duty 4: Modern Warfare, énorme succès qui a rénové la saga en transposant le contexte à l'époque contemporaine. Il fait également partie du casting vocal du jeu vidéo The Chronicles of Riddick: Assault on Dark Athena, nouveau volet vidéoludique de la franchise cinématographique The Chronicles of Riddick porté par Vin Diesel, après le jeu The Chronicles of Riddick: Escape from Butcher Bay sorti en 2004.
Si le jeu est très bien reçu par la presse spécialisée, les critiques soulignent unanimement la performance des comédiens,,.
Il collabore de nouveau avec le studio BioWare qui lui donne le rôle du maitre Jedi Gnost-Dural dans le jeu de rôle en ligne massivement multijoueur Star Wars: The Old Republic. Gardien des archives Jedi, ce personnage a pour but de mettre en lumière le lore de la période mise en scène. Toujours la même année, il apparait en tant qu'invité dans le dix-septième épisode de la sixième saison de la série NCIS, qui le voit jouer le rôle du shérif Clay Boyd.
En 2010, il participe au nouveau volet du crossover Alien vs. Predator en prêtant ses traits à Karl Bishop Weyland dans le jeu vidéo Aliens vs. Predator. Il apparait dans le neuvième épisode de la troisième saison de la série Castle. Enfin, il tient le rôle du super-vilain de Marvel Comics, Eric Williams / Grim Reaper, dans quatre épisodes de la première saison de la série d'animation The Avengers: Earth's Mightiest Heroes.

#### Parenthèse littéraire, un acteur toujours autant diversifié qui retrouve une plus grande exposition (depuis 2011)
En 2011, il joue pour la compagnie After Dark Films (en), dans le film de monstre The Banshee qui puise dans la Banshee, une créature propre à la mythologie celtique irlandaise. Il reprend également le rôle de l'amiral Hackett dans Arrival (en), le contenu téléchargeable du Mass Effect 2. L'année 2011 lui permet également de publier son autobiographie, Not Bad for a Human.

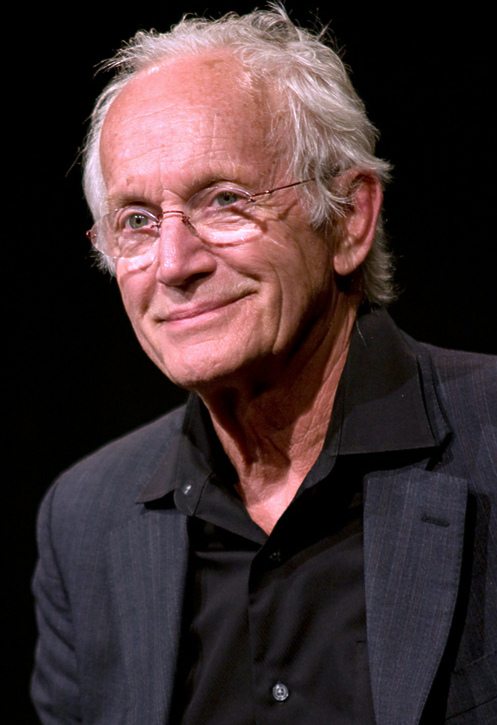
Lance Henriksen en 2010.

De 2012 à 2013, il prête sa voix au général Tesler, le principal antagoniste de la série d'animation TRON: Uprising qui se déroule dans la franchise Tron débutée en 1982 par le film homonyme de Steven Lisberger et remise sur le devant de la scène en 2010 grâce au film Tron: Legacy de Joseph Kosinski. Il prête également sa voix à un vilain secondaire, le Lieutenant, dans la première saison de la série d'animation The Legend of Korra, suite de la série Avatar: The Last Airbender. L'année 2012 le voit reprendre pour la dernière fois le rôle de l'amiral Steven Hackett dans Mass Effect 3, jeu qui le voit tenir un rôle bien plus important. Enfin, il coscénarise avec Joseph Maddrey (en), le comics To Hell You Ride (en) publié jusqu'en 2013 en cinq numéros par Dark Horse Comics.
En 2013, il participe au jeu de tir à la première personne Aliens: Colonial Marines du studio Gearbox Software, qui le voit reprendre le rôle d'un autre androïde Bishop ainsi que celui de Michael Weyland. Il rejoint également en tant qu'invité la distribution de la série Hannibal de Bryan Fuller, prélude du roman Dragon rouge de Thomas Harris mettant en scène Mads Mikkelsen dans le rôle du psychiatre cannibale Hannibal Lecter. Il est également au casting du claustrophobique film Phantom qui relate l'histoire du sous-marin soviétique K-129 et dans lequel il tourne pour la troisième fois avec Ed Harris.
Pour sa série horrifique The Strain diffusée en 2014, le cocréateur Guillermo del Toro révèle que Lance Henriksen est une des nombreuses voix qui ont servi à concevoir celle du Maitre, le principal antagoniste de la série. Le réalisateur mexicain explique ce choix : « La chose que nous savons, c'est que le Maître[...] englobe plusieurs voix. C'est donc un personnage composé de nombreuses voix au fil des siècles[...] Nous voulions fusionner plusieurs voix, et l'une des voix que nous voulions utiliser était celle de Lance, en raison de sa puissance et de son autorité et de la façon dont elle sonne, puis la mélanger avec d'autres voix comme base pour la voix du Maître, pour l'autorité et le pouvoir dont il dispose. »,.
De 2015 à 2017, il apparaît de manière sporadique dans deux séries. Ainsi, il joue le rôle de Bill McCready dans cinq épisodes de la série Blacklist ainsi que celui du Prêcheur dans trois épisodes de la série Into the Badlands. Dans le même moment, l'éditeur IDW Publishing fait renaitre en 2015 l'univers de la série Millennium  grâce à un comics de cinq numéros (en). Il est également en 2015 le capitaine d'un chalutier dans le film de monstre et de science-fiction, Harbinger Down (en). Il joue également dans la comédie horrifique Stung (en).
L'année 2016 le voit apparaître en tant qu'invité dans plusieurs séries. Il apparaît ainsi dans le quatorzième épisode de la douzième saison de Grey's Anatomy, le dix-huitième épisode de la onzième saison d'Esprits criminels, deux épisodes de la troisième saison de Night Shift, ainsi que dans le cinquième épisode de la deuxième saison de la série de DC Comics, Legends of Tomorrow, qui le voit tenir le rôle du super-héros Obsidian,,.
En 2017, il apparaît dans la comédie horrifique Mom and Dad porté par Nicolas Cage et Selma Blair, dont le postulat des plus atypiques montre les parents se retourner de manière brutale envers leurs enfants.
En 2018, le studio français Quantic Dream fait appel à lui pour apparaître dans le jeu vidéo Detroit: Become Human. Ce projet ambitieux ayant pour thème le traitement des androïdes dans une société futuriste, comprend dans sa distribution plusieurs acteurs de renoms, comme Minka Kelly ou Clancy Brown, qui apparaissent physiquement grâce à la technique de capture de mouvement. Le studio avait déjà fait participer des acteurs de cinéma, Elliot Page et Willem Dafoe, pour être les têtes d'affiches de son précédent jeu Beyond Two Souls sorti en 2013. Plus globalement, l'industrie du jeu vidéo a de plus en plus recours à des comédiens connus à partir de la fin des années 2000, pour que ces derniers ne prêtent plus uniquement leurs voix à des personnages, mais apposent également leurs visages.
Il joue également la même année un hors-la-loi dans le western de série B Gone Are the Days (en) de Mark Landre Gould, qui comprend notamment les acteurs Danny Trejo et Tom Berenger.
En 2019, trente-trois ans après avoir joué pour la première fois l'androïde Bishop dans Aliens, il reprend une énième fois le personnage pour les besoins d'une fiction audio qui adapte le scénario avorté de William Gibson pour le film Alien 3 (1992). Il y côtoie notamment Michael Biehn, interprète du caporal Dwayne Hicks (en) dans le second volet, dont la présence dans le troisième volet a été quasi-intégralement effacée.
En 2020, il apparaît sur grand écran dans le film Falling, un drame où il donne la réplique à l'acteur Viggo Mortensen qu'il avait rencontré douze ans plus tôt dans Appaloosa et qui fait ici, ses débuts en tant que réalisateur. Sa prestation d'un vieil homme homophobe et atteint de démence est remarquée, parmi les nombreuses critiques élogieuses, John Defore de The Hollywood Reporter fait la remarque que : « peu de cinéphiles qui l'ont apprécié au fil des ans seront surpris, mais beaucoup auront du ressentiment car nous, et lui, avons attendu si longtemps pour un rôle comme celui-ci. »,,,,. Le film sortira à la réouverture des cinémas car il en avait été privé auparavant à cause de la pandémie de Covid-19.
En 2022, il réitère l'aventure vidéoludique, en prêtant ses traits à un personnage du jeu vidéo d'action-aventure de type survival horror, The Quarry, développé par Supermassive Games.
En 2023, il fait partie de la distribution du film de science-fiction The Artifice Girl de Franklin Ritch, qui traite de l'intelligence artificielle. Côté télévision, il apparait dans le dernier épisode de la série d'espionnage Rabbit Hole, portée par Kiefer Sutherland.

## Théâtre
- 1977 : The Basic Training of Pavlo Hummel (en) de David Rabe : Pierce

## Filmographie partielle

### Cinéma

#### Longs métrages
- 1961 : The Outsider de Delbert Mann (non crédité)[réf. nécessaire]

##### Années 1970
- 1972 : It Ain't Easy de Maury Hurley : Randy
- 1973 : L'Empereur du Nord (Emperor of the North) de Robert Aldrich : cheminot (non crédité)
- 1974 : To Kill the King de George McCowan
- 1975 : Un après-midi de chien (Dog Day Afternoon) de Sidney Lumet : Murphy
- 1976 : Mansion of the Doomed de Michael Pataki
- 1976 : Meurtre pour un homme seul (The Next Man) de Richard C. Sarafian
- 1976 : Network de Sidney Lumet (non crédité)
- 1977 : Rencontres du troisième type (Close Encounters of the Third Kind) de Steven Spielberg
- 1978 : Damien : La Malédiction 2 (Damien: Omen II) de Don Taylor : sergent Neff
- 1979 : Le Visiteur maléfique (Stridulum) de Giulio Paradisi : Raymond Armstead

##### Années 1980
- 1981 : Piranha 2 : Les Tueurs volants (Piranha Part Two: The Spawning) de James Cameron : le chef de la police Steve Kimbrough
- 1981 : The Dark End of the Street de Jan Egleson
- 1981 : Le Prince de New York (Prince of the City) de Sidney Lumet
- 1983 : Blood Feud de Mike Newell
- 1983 : En plein cauchemar de Joseph Sargent
- 1983 : L'Étoffe des héros (The Right Stuff) de Philip Kaufman : Walter Schirra
- 1984 : Terminator (The Terminator) de James Cameron : l'inspecteur Hal Vukovich
- 1985 : Savage Dawn de Simon Nuchtern
- 1985 : À double tranchant (Jagged Edge) de Richard Marquand : Frank Martin
- 1986 : Choke Canyon de Charles Bail (en)
- 1986 : Aliens, le retour (Aliens) de James Cameron : Bishop
- 1987 : Aux frontières de l'aube (Near Dark) de Kathryn Bigelow
- 1988 : Deadly Intent de Nigel Dick (vidéo)
- 1988 : Pumpkinhead de Stan Winston : Ed Harley
- 1989 : Hit List de William Lustig
- 1989 : House III (The Horror Show) de James Isaac
- 1989 : Johnny Belle Gueule (Johnny Handsome) de Walter Hill : Rafe Garrett
- 1989 : Survival Quest de Don Coscarelli

##### Années 1990
- 1990 : Le Puits et le Pendule (The Pit and the Pendulum) de Stuart Gordon : Torquemada (vidéo)
- 1990 : The Last Samurai de Paul Mayersberg : Johnny Congo
- 1991 : Comrades in Arms de J. Christian Ingvordsen : Rob Reed
- 1991 : Stone Cold de Craig R. Baxley : Chains Cooper
- 1992 : Delta Heat de Michael Fischa : Jackson Rivers
- 1992 : Alien 3 de David Fincher : Bishop et Michael Bishop II
- 1992 : Jennifer 8 (Jennifer Eight) de Bruce Robinson : Freddie Ross
- 1993 : The Outfit de J. Christian Ingvordsen : Dutch Schultz
- 1993 : Excessive Force de Jon Hess : Devlin
- 1993 : Super Mario Bros de Annabel Jankel et Rocky Morton : le roi
- 1993 : Chasse à l'homme (Hard Target) de John Woo : Emil Fouchon
- 1993 : The Criminal Mind (de) de Joseph Vittorie
- 1993 : Les Chevaliers du futur (Knights) de Albert Pyun
- 1993 : Max, le meilleur ami de l'homme (Man's Best Friend) de John Lafia
- 1994 : Spitfire de Albert Pyun
- 1994 : Boulevard de Penelope Buitenhuis
- 1994 : Absolom 2022 (No Escape) de Martin Campbell : le Père
- 1994 : Color of Night de Richard Rush : Buck
- 1994 : Felony de David A. Prior : Taft
- 1995 : Peur panique (The Outpost) de Joe Gayton
- 1995 : Nature of the Beast de Victor Salva
- 1995 : Gunfighter's Moon de Larry Ferguson : Frank Morgan
- 1995 : Baja de Kurt Voss
- 1995 : Aurora: Operation Intercept de Paul Levine
- 1995 : Mort ou vif (The Quick and the Dead) de Sam Raimi : Ace Hanlon
- 1995 : Dead Man de Jim Jarmusch
- 1995 : Powder de Victor Salva
- 1996 : Profile for Murder de David Winning : Adrian Cross
- 1997 : Dusting Cliff 7 de William H. Molina : le colonel Roger McBride
- 1997 : No Contest 2 de Paul Lynch

##### Années 2000
- 2000 : Scream 3 de Wes Craven : John Milton
- 2001 : Demons On Canvas de John Soltys
- 2002 : Unspeakable de Thomas J. Wright
- 2002 : The Mangler 2 de Michael Hamilton-Wright : (vidéo)
- 2002 : Sasquatch : La Créature de la forêt (The Untold) de Jonas Quastel
- 2002 : Anticorps (Antibody) de Christian McIntire (vidéo)
- 2003 : The Invitation de Pat Bermel
- 2003 : Mimic : Sentinel de J.T. Petty (vidéo)
- 2003 : Rapid Exchange de Tripp Reed (vidéo)
- 2004 : One Point O de Jeff Renfroe et Marteinn Thorsson
- 2004 : La Secte des vampires (Out For Blood) de Richard Brandes : capitaine John Billings
- 2004 : Modigliani de Mick Davis
- 2004 : Madhouse de William Butler : Dr Franks
- 2004 : Alien vs. Predator (AVP: Alien Vs. Predator) de Paul W. S. Anderson : Charles Bishop Weyland
- 2004 : Starkweather (en) de Byron Werner
- 2004 : Dream Warrior de Zachary Weintraub
- 2005 : A Message from Fallujah : Daniel Crane
- 2005 : Hellraiser 8 (Hellraiser: Hellworld) : The Host (vidéo)
- 2006 : House at the End of the Drive : Skip Johansen
- 2006 : Terreur sur la ligne (When a Stranger Calls) : Voice of the Stranger (voix)
- 2006 : Le Jardin du mal : Ben Zachary
- 2006 : Abominable : Ziegler Dane
- 2006 : Bigfoot, attaque en forêt (Sasquatch Mountain) : Chase Jackson
- 2006 : The Da Vinci Treasure : Dr John Coven
- 2006 : Pirates of Treasure Island : Long John Silver
- 2006 : Pumpkinhead : Les condamnés (Pumpkinhead: Ashes to Ashes) : Ed Harley
- 2007 : Pumpkinhead : Les sacrifiés (Pumpkinhead: Blood Feud) : Ed Harley (vidéo)
- 2007 : Bone Dry : Jimmy
- 2007 : My Cousin's Keeper : Finster
- 2008 : Dark Reel : Connor Pritchett
- 2008 : Jeu fatal (Pistol Whipped) : The Old Man (vidéo)
- 2008 : Prairie Fever : James Monte (vidéo)
- 2008 : Deadwater : Captain John Willets
- 2008 : Dying God : Chance
- 2008 : Appaloosa : Ring Shelton
- 2008 : Necessary Evil : Dr Fibrian
- 2009 : Alone in the dark 2 : Abner Lundbert
- 2009 : Planète hurlante 2 : Orsow

##### Années 2010
- 2011 : Les Sorcières d'Oz de Leigh Slawner : Henry Gale
- 2013 : Phantom de Todd Robinson : Markov
- 2013 : Caretaker de Marty Murray : Carl
- 2014 : The Last Druid: Garm Wars de Mamoru Oshii : Wydd
- 2015 : Harbinger Down (en) de Alec Gillis : Graff
- 2015 : Stung (en), de Benni Diez : le maire Caruthers
- 2015 : Lake Eerie de Chris Majors : Pop
- 2017 : Mom and Dad de Brian Taylor : Mel
- 2018 : Big Legend (en) de Justin Lee : Jackson Wells
- 2018 : Gone Are the Days (en) de Mark Landre Gould : Taylon Flynn
- 2019 : Cliffs of Freedom de Van Ling : Demetri
- 2019 : Eminence Hill (en) de Robert Conway (en) : Mason

##### Années 2020
- 2020 : Falling de Viggo Mortensen : Willis Peterson
- 2021 : The Unhealer (en) de Kevin E. Moore et J. Shawn Harris :  le révérend Stanley Pflueger
- 2023 : The Artifice Girl de Franklin Ritch : Gareth

#### Films d'animation
- 1999 : Tarzan, de Chris Buck et Kevin Lima :  Kerchak
- 2005 : Tarzan 2, de Brian Smith : Kerchak (vidéo)
- 2006 : Superman: Brainiac Attacks : Brainiac  (vidéo)
- 2008 : The Chosen One (en) : Cardinal Fred

### Télévision

#### Téléfilms
- 1976 : Return to Earth, de Jud Taylor
- 1982 : A Question of Honor, de Jud Taylor
- 1985 : Streets of Justice, de Christopher Crowe
- 1991 : Two-Fisted Tales (segment Yellow), de Robert Zemeckis
- 1991 : Reason for Living: The Jill Ireland Story, de Michael Ray Rhodes
- 1998 : The Day Lincoln Was Shot (en), de John Gray : Abraham Lincoln
- 1999 : Harsh Realm, de Daniel Sackheim (non crédité)
- 2001 : Le Bateau des ténèbres (Lost Voyage), de Christian McIntire
- 2003 : The Last Cowboy, de Joyce Chopra
- 2004 : Evel Knievel (en), de John Badham (non crédité)
- 2005 : Supernova : colonel Harlan Williams
- 2006 : The Garden de Don Michael Paul : Ben Zachary
- 2011 : The Banshee de Steven C. Miller

#### Séries télévisées
- 1980 : B.A.D. Cats, de Bernard L. Kowalski, Ted Post et Sutton Roley
- 1980 : Ryan's Hope, de Paul Avila Mayer et Claire Labine
- 1983 : L'Agence tous risques : Dalton (épisode Eclipse)
- 1990 : Les Contes de la crypte de Walter Hill : [Qui ?] (épisode Cartes à double tranchants)
- 1996-1999 : MillenniuM, de Chris Carter : Frank Black
- 1999 : X-Files : Aux frontières du réel, de Chris Carter (épisode Millennium) : Frank Black
- 2005 : Into the West, de Robert Dornhelm et Sergio Mimica-Gezzan : Daniel Wheeler
- 2007 : L'Antre de l'araignée : Dr Lecorpus
- 2007 : Caminhos do Coração : Dr Walker
- 2008 : D.E.A. : le narrateur
- 2008 : Bricolage et remue-ménage (Ladies of the House) de James A. Contner : Frank Olmstead
- 2009 : NCIS : Enquêtes spéciales : le shériff Boyde (saison 6, épisode 17)
- 2010 : Castle : Benny Stryker (saison 3, épisode 9)
- 2011 : Le Sauveur d'Halloween (The Dog Who Saved Halloween) de Peter Sullivan : Eli Cole
- 2013 : Hannibal : Lawrence Wells (saison 1, épisode 9)
- depuis 2015 : Blacklist :  Bill McCready (5 épisodes - en cours)
- 2015-2017 : Into the Badlands : le Prêcheur (3 épisodes)
- 2016 : DC's Legends of Tomorrow : Todd Rice / Obsidian âgé (saison 2, épisode 5)
- 2016 : Grey's Anatomy : Griffin McColl (saison 12, épisode 14)
- 2016 : Esprits criminels (Criminal Minds) : Chazz Montolo (saison 11, épisode 18)
- 2016 : Night Shift : Chazz Montolo (saison 3, 2 épisodes)
- 2020 : Better Things : Virgil (saison 4, épisode 2)
- 2023 : Rabbit Hole : Crowley (saison 1, épisode 8)

#### Séries d'animation
- 2001 : La Légende de Tarzan (The Legend of Tarzan) : Kerchak (1 épisode)
- 2004 : Static Shock : Leader Kobra (en) (saison 4, épisode 1)
- 2008-2009 : Transformers: Animated : Lockdown (3 épisodes)
- 2010 : Avengers : L'Équipe des super-héros (The Avengers: Earth's Mightiest Heroes) : Eric Williams / Grim Reaper (4 épisodes)
- 2012 : La Légende de Korra (The Legend of Korra) : Lieutenant (7 épisodes)
- 2012-2013 : Tron : La Révolte (TRON: Uprising) : Tesler (16 épisodes)
- 2015 : Les Tortues Ninja (Teenage Mutant Ninja Turtles) : Zog (1 épisode)
- 2015 : Roi Julian ! L'Élu des lémurs (All Hail King Julien) : Doc Sugarfoot (1 épisode)
- 2016 : American Dad! : le coach de bowling (saison 11,épisode 21)
- 2018-2020 : Raiponce, la série (Rapunzel's Tangled Adventure) : le baron (2 épisodes)
- 2020 : Bugs ! Une production Looney Tunes (New Looney Tunes) : Ironbootay (1 épisode)

### Jeux vidéo
- 2002 : Run Like Hell (en) : Nick Conner
- 2003 : Red Faction II : Molov
- 2005 : Gun : Thomas MacGruder
- 2007 : Mass Effect : amiral Steven Hackett
- 2009 : Call of Duty: Modern Warfare 2, d'Infinity Ward : lieutenant-général Shepherd
- 2009 : The Chronicles of Riddick: Assault on Dark Athena : Dacher
- 2010 : Alien vs. Predator : Karl Bishop Weyland (visage et voix)
- 2010 : Mass Effect 2 : Arrival : amiral Steven Hackett
- 2011 : Star Wars: The Old Republic : le maître Jedi Gnost-Dural
- 2012 : Mass Effect 3 : amiral Steven Hackett
- 2013 : Aliens: Colonial Marines : un androïde Bishop et Michael Weyland (visage et voix)
- 2018 : Detroit: Become Human : Carl Manfred (visage et voix)
- 2022 : The Quarry : Jedediah (visage et voix)

## Fiction audio
- 2019 : Alien III pour Audible Studios : Bishop[79]

## Publication
- 2011 : Not Bad for a Human – The Life and Films of Lance Henriksen

## Comics
- 2012-2013 To Hell You Ride (en) (co-scénariste avec Joseph Maddrey (en))

## Distinctions

### Nominations
- 54e cérémonie des Golden Globes 1997 : Meilleur acteur dans une série dramatique pour Millennium (1996-1999).
- 55e cérémonie des Golden Globes 1998 : Meilleur acteur dans une série dramatique pour Millennium (1996-1999).
- 56e cérémonie des Golden Globes 1999 : Meilleur acteur dans une série dramatique pour Millennium (1996-1999).
- 2020 : CinEuphoria Awards (es) du meilleur duo partagé avec Viggo Mortensen dans un drame pour Falling (2020).
- 2020 : Días de Cine Awards du meilleur acteur dans un drame pour Falling (2020).

### Récompenses
- 2020 : CinEuphoria Awards (es) du meilleur acteur dans un second rôle dans un drame pour Falling (2020).
- 2021 : Canadian Screen Awards de la meilleure performance pour un acteur dans un rôle principal dans un drame pour Falling (2020).//
- 2022 : FANtastic Horror Film Festival de la meilleure distribution dans un drame d'horreur pour A Place Among the Dead (2020) partagé avec Juliet Landau, Gary Oldman, Robert Patrick, Ron Perlman, Anne Rice, Joss Whedon, Mariana Klaveno, Charlaine Harris, Meadow Williams, Tom Holland, David J, Kim Newman, Cole Haddon, Deverill Weekes, Janet Chamberlain · Amy Jennings, Denise Blasor, Louahn Lowe, Kay Oldman, Seven McDonald, David Carreno, Kevin Haney, Bryan Michael Hall, Seth Bewley, Raymond-Kym Suttle, Allyson Sereboff, Mike Urbina, Taffy Bennington, Ann Beckette, Teri Samuels, Cheyenne Folkert, Sara Raftery, Denise Zamora, arry Groener et Dawn Didawick.

## Dans la culture populaire
Il est le second acteur à avoir été victime d'un Terminator (Terminator, 1984), d'un Alien (Aliens, le retour, 1986) et d'un Predator (Aliens vs. Predator, 2004), le premier étant Bill Paxton,.